# Tomás Vellvé i Mengual
Tomàs Vellvé (Barcelona, 25 d'agost de 1927- Barcelona, 7 d'abril de 1998), fou un il·lustrador i grafista català, considerat un dels pioners del disseny gràfic espanyol.

## Obra destacada
- 1964: disseny del trofeu dels Premis Laus[2] format per dues peces que s'acoblen representant simbòlicament els dos agents que intervenen en qualsevol treball de disseny: el client i el dissenyador.[3]
- 1970; lletra tipogràfica Vellvé per la foneria tipogràfica Neufville.[4][5]
- 1966 - 1982. 16 cartells per la fira del Saló de l'Automòbil de Barcelona